# Simdjúrides
Els simjúrides (àrab: السیمجوریون, as-sīmjūriyyūn; persa: سیمجوریان) foren una dinastia de caps militars i governadors turcs d'origen esclau del Khurasan del segle x, que eren dependents dels samànides de Bukharà.
La va fundar Abu-Imran Simjur, que va iniciar la seva carrera com a dawatí (‘portador del tinter’) de l'emir Ismaïl ibn Àhmad (892-907); el 910/911 Simjur ad-Dawatí fou enviat al Sistan per envair el país en nom del seu emir (Àhmad II ibn Ismaïl) deposant a l'emir safàrida Layth ibn Alí i al seu germà Muhàmmad ibn Alí; el 912 o 913 una revolta va portar al poder altre cop als safàrides però Àhmad ibn Ismaïl va enviar un exèrcit dirigit per Hussayn ibn Alí Marv al-Rudi i un altre sota els generals Abu-Bakr Muhàmmad ibn Mudhàffar al-Mutají i el mateix Simjur ad-Dawatí, que van entrar a Sistan i van suprimir el moviment (913). El 914 la mort de l'emir samànida va provocar l'anarquia i les forces samànides es van retirar; el califa va enviar llavors un nou governador mentre diversos caps dels ayyar (la milícia originalment creada per lluitar contra els kharigites) s'asseguraven feus locals (916 a 917) nominalment sota autoritat abbàssida. Vers el 922 Simjur apareix en lluita contra els alides al Gurgan.
Després d'això diversos membres de la família foren governadors del Khurasan, el primer el seu fill Abu-Ishaq Ibrahim (944/945) encara que per poc temps: Abu-Alí Čaghani, governador des de 939, i príncep local del Caghaniyan, fou deposat el 945 i substituït pel cap turc Abu-Ishaq Ibrahim ibn Simjur (cosa que va suposar l'ascens dels comandants turcs dins l'estat). A la mort d'Ibrahim, el seu fill Abu-l-Hàssan Muhàmmad va ser nomenat governador i va exercir durant uns trenta anys
Amb la pujada al tron de Bukharà del jove samànida Nuh II ibn Mansur, Muhàmmad va aconseguir una virtual autonomia al Khurasan. Fou figura clau de les lluites a l'emirat samànida als anys 970 i 980. A la seva mort el va succeir el seu fill Abu-Alí Simjur al-Mudhàffar que va rebutjar l'autoritat samànida; en la lluita entre Nuh II ibn Mansur i Abu-Alí Simjur, es van lliurar diversos combats especialment contra el general turc Sebuktegin i després el seu fill Mahmud ibn Sebuktegin, fins que Abu-Alí Simjur fou fet presoner el 996 i va quedar empresonat a Gardiz junta amb diversos partidaris; tots foren executats junts el 999. El seu fill Abu-l-Qàssim Alí fou el darrer membre de la família i cap militar al Khurasan fins al 1002.

## Llista d'amirs
- Abu-Imran Simjur ad-Dawatí (910 a 914, a Sistan)
- Abu-Ishaq Ibrahim ibn Simjur (945- vers 950)
- Abu-l-Hàssan Muhàmmad ibn Ibrahim (vers 950 - vers 980)
- Abu-Alí al-Mudhàffar ibn Muhàmmad (980-996)
- Abu-l-Qàssim Alí ibn al-Mudhàffar (rebel) (996-1002)

## Nota
1. ↑  Treadwell, Luke. "Simjurids." Encyclopaedia Iranica. Ed. Ehsan Yarshater. Columbia University. Consultat 28 novembre 2008.